# Mehmed I Giray
Mehmed I Giray (1464-1523) fue khan de Crimea de febrero del 1515 en octubre/noviembre de 1523. Era hijo y kalgay (heredero) de Menglí I Giray, fue el primero kalgay designado (el título, equivaliendo a príncipe heredero, lo creó su padre). Era borracho y muy aficionado a las mujeres y al subir al trono nombró kalgay a su hermano Bahadur Giray mientras otro hermano, Sihab Giray, era enviado como rehén en Constantinopla.
Inicialmente tuvo relaciones respetuosas con el Principado de Moscú pero sobornado por el rey Segismundo I del Gran Ducado de Lituania pronto empezó a exigir al Principado de Moscú la devolución de Briansk, Starodub, Nóvgorod-Síverski, Putivl y otras ciudades en Lituania y a pagar tributo por Odóeiv; estas demandas fueron acompañadas de una amenaza de guerra. Basilio III de Moscú intrigó con el kalgay Bahadur (que parece ser la misma persona que Ahmad Giray), gobernador de Ochákiv u Ozü, y con otros notables. La tensión se rebajó posteriormente, pero en un momento hubo una razzia en Rusia dirigida por Bahadur, hijo del khan, que devastó Meschersk y Riazán, acto formalmente desaprobado por su padre.
Fue adversario del sultán Selim I, si bien no tuvo conflicto con este porque estaba ocupado en las guerras contra Persia y los mamelucos, y murió el 1521. En contra del príncipe de Moscú, Basilio III (1505-1533) hizo alianza con la confederación Polaco-lituana, pero en algunos momentos se acercó al príncipe moscovita.
El trono del Kanato de Kazán quedó vacante a finales de 1518 y el khan de Crimea temía que fuera dado a un príncipe de Astracán. Mehmed proponía a su hermano Sahib, pero el nombramiento recayó en Shah Ali del Kanato de Qasim. El 1519, el kalgay Bahadur (Ahmad) hizo una incursión en Polonia llegando hasta Cracovia y derrotó a Constantín Ostroiski, haciendo seis mil prisioneros y matando todavía un número más grande. El 1520 los notables de Kazán enviaron una embajada a Mehmed Giray de Crimea para pedir que enviara como khan a su hermano Sahib Giray. Los embajadores volvieron a Kazán acompañados de Sahib que fue proclamado khan (1521) sin encontrar resistencia. Shah Ali fue detenido junto al voivoda moscovita Kárpov y a Vasili Yúriev, el enviado del gran príncipe; los mercaderes rusos fueron expoliados y muchos encarcelados pero ninguno fue asesinado; el mismo Sahib cogió bajo su protección al khan depuesto y lo dejó marchar poco después en Moscú con sus mujeres y caballos y un guía.
El 1521, el sultán Solimán I el Magnífico lo llamó para participar en una campaña contra Hungría y rehusó acudir, y a su lugar hizo una expedición en Moscú. Aun así en 1522, Basilio III de Moscú envió a un embajador de nombre Maumof para ajustar la paz a lo que el khan estuvo conforme.
A continuación hizo una campaña a Astracán. Hussein Khan tuvo que huir y Astracán fue ocupada, reuniendo así Mehmet I Giray en sus manos, aunque brevemente (y por khans interpuestos a Kazán y Astracán), la mayor parte de lo que había sido la Gran Horda. Hussein estaba aliado en Rusia y fue a pedir ayuda a Moscú. Mehmed había actuar aliado a Mamai Khan de la Horda de Nogái que querían expulsar al candidato moscovita del trono del Kanato de Astracán, pero rápidamente Mehmed perdió el apoyo de la nobleza a causa de su brutalidad y los nogais cambiaron de bando y empezaron a conspirar.
Murió asesinado en su tienda el 1523 en el curso del complot de los nogais, cuando tenía 58 años. Su hijo Bahadur murió al mismo tiempo. Los crimeos fueron expulsados y perseguidos hasta el Don. Los hijos de Mehmed con unos 50 príncipes más, pudieron volver a Crimea perseguidos hasta allí por los nogais. Una fuerza local y el refuerzo de los jenízaros otomanos salvó el khanato. Al mismo tiempo, los cosacos de Zaporozhia atacaron la fortaleza de Ochákiv y la saquearon.
Mehmed Giray dejaba cuatro hijos (Baba Giray, Ghazi Giray, Islam Giray y Uzbeg Giray) y una hija reconocida como Gulbahar (Mahidevran Sultan). Lo sucedió su hijo Ghazı I Giray (quien al ser estéril heredó a su primo Devlet Giray como sucesor). Acuñó moneda en Crimea, Kaffa y Bajchisarái.